# Platysoma rasile
Platysoma rasile är en skalbaggsart som beskrevs av Lewis 1884. Platysoma rasile ingår i släktet Platysoma och familjen stumpbaggar. Inga underarter finns listade i Catalogue of Life.